# Saida Gunba
Saida Gunba (georgià: საიდა გუმბა)  (Sukhumi, 30 d'agost de 1959 - Pitsunda, 24 de novembre de 2018) fou una atleta abkhaza, especialista en el llançament de javelina, que va competir sota bandera de la Unió Soviètica durant les dècades de 1970 i 1980.
El 1980 va prendre part en els Jocs Olímpics d'Estiu de Moscou, on va guanyar la medalla de plata en la competició del llançament de javelina del programa d'atletisme, rere la cubana María Colón.
En el seu palmarès també destaquen els títols soviètics de javelina de 1978 i 1979. El 1980 aconseguí millorar el rècord soviètic.

## Millors marques
- Llançament de javelina. 68,28 metres (1980)[6]